# آندری ژارنو
آندری ژارنو (انگلیسی: Andrej Žarnov; ۱۹ نوامبر ۱۹۰۳ – ۱۶ مارس ۱۹۸۲) زبان‌شناس، مترجم، شاعر، نویسنده، و پزشک اهل اتریش-مجارستان (امروزه اسلواکی) بود. او به عنوان یک پزشک، عضو هیئت بین‌المللی بود که در مورد جنایات ارتکابی توسط مقامات شوروی در کاتین (۱۹۴۳) تحقیق می‌کرد. پس از سال ۱۹۴۵ مورد آزار و اذیت قرار گرفت و به زندان افتاد. از سال ۱۹۵۲ او به اتریش، ایتالیا و ایالات متحده آمریکا نقل مکان کرد.